# Geographos (planetoïde)
De planetoïde (1620) Geographos (of 1951 RA) werd op 14 september 1951 ontdekt door Albert George Wilson en Rudolph Minkowski in het Palomar-observatorium. De naam is afkomstig uit het Grieks en betekent letterlijk geograaf.
Geographos is een Marskruisende planetoïde en is ook een Aardscheerder. In 1994 naderde hij het dichtst de Aarde in 2 eeuwen.

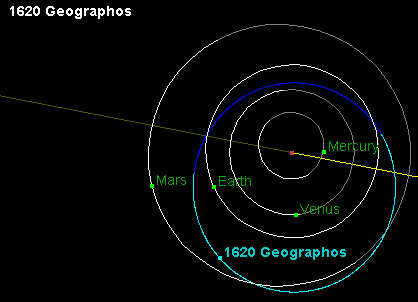
De baan van 1620 Geographos